# Културни туризам у Египту
Културни туризам је доста значајан као индустрија за Египат. Ова грана туризма је доста заступљена због дуге историје Египта, мултикултуралног становништва и значаја земље као регионалног центра.

## Историја
Стари Египат је због своје културе још од античког периода привлачио посетиоце из Западног света. Диодор Сицилијанац је посетио Египат током у 1. веку пре нове ере за време владавине Птолемеја како би истраживао. Разговарао је са свештеницима који су му рекли да су многи познати грчки филозофи дошли у Египат да уче. Питагора и Талес су дошли у Египат да уче, а бројни други филозофи као што су Хераклит, Емпедокле, Анаксагора, Демокрит, Ксенофан, Парменид и Зенон из Елеје су имали контект са египатским филозофским погледом на свет. Египат ће од тада увек фасцинирати Запад: током Птолемејског периода када људи почињу да обилазе староегипатска места попут Долине краљева где су посетиоци оставили више од 2.100 графита на старогрчком, латинском, феничанском, ликијском, коптском и још неколико других језика, у Римском царсту ће бити популарни бројни египатски култови попут култа Изиде, током средњег века људи ће се интересовати за ову земљу због њене везе са Библијом, током ренесансе због интереса антиквара за сакупљање старина... Међутим, културни туризам у Египту цвета од 19. века и развијао се паралелно са развојем египтологије као науке. 
Управо ће у 19. веку бити највеће интересовање за египат због Наполеонове инвазије на Египат и публикације дела Опис Египта које је настало као резултат те инвазије. Због њега и других околности попут тога га ће се убрзо дешифровати египатски хијероглифи и као последица тога развити египтологија као наука, ова држава постаје врло популарна и почињу интензивне пљачкашке и научне експедиције да се врше, људи почињу интензивно да долазе у Египат и египатски симболи почињу да се јављају у архитектури, сликарству и дизајну. Египат је постао толико популаран у Европи да се овај период назива и египтоманијом.
Од овог периода па надаље ће се културни туризам у Египту развијати паралелно са египтологијом као науком. Бројне владе у Египту су наглашавале велики значај културног туризма "уверене да ниједна друга држава не може да се такмичи у овој области са Египтом".

## Тржиште и вредност
Значајан број културних туриста у Египту је из источне и јужне Азије. Биро за туризам је изнео планове да повећају буџет за маркетинг за ове регионе како би максимално повећали број туриста. Дописник за путовања и колумниста Хафингтон поста Џин Њуман Глок бележи да културни туризам донесе 10 $ за сваки долар који потроше туристи који долазе у Египат због одмаралишта на Црвеном мору.
Дебра Лер из Хафингтон пста наводи:
Пре Арапског пролећа, туризам је био извор око 11% БДП-а и био је јако значајан за економију због бројних послова које је отварао. Након револуције 2011. године туризам је значајно опао на 6,7% БДП-а. Страни туристи нису долазили током политичких препирања у последње три године. Колапс у безбедносној инфраструктури је довео и до масовних пљачки археолошких локалитета - ужасан губитак незамењивог културног материјала. У месецима након што је генерал Абдел Фатах ел Сиси преузео власт, Египат је постепено поправљао свој углед безбедне дестинације за светске авантуристе.

## Иницијативе
Према представницима туристичке индустрије, влада је "недавно [2014] објавила велики план да привуче 25 милиона туриста до 2020. године". План укључује стратегије класичног и дигиталног маркетинга које ће умирити потенцијалне туристе гарантујући безбедност у туристичко-културним центрима.
Египатска влада је 2015. године потписала уговор са француском компанијом Призма да направе спектакл звука и светла (фр. Son et lumière) који ће се пуштати на Велике пирамиде у Гизи и оближњу сфингу. Пирамиде су и биле место првог Афричког спектакла son et lumière 1962. године.

## Српски туристи у Египту
Туристи из Србије већ више векова иду на путовања у Египат управо због културе ове земље. Многи имућнији грађани су током 19. века ишли на путовања у Египат и тамо куповали антиквитете које су по повратку у Србију поклањали музејима. Један од најпознатијих артефаката који је тако доспео у Србију је Београдска мумија коју је током свог путовања купио Павле Риђички и поклонио је Народном музеју. Бројни путописци су оставили забелешке о својим путовањима у Египту. Међу њима се налази и глумица Десанке Десе Дугалић која је објавила дело Забелешке с пута кроз Палестину, Сирију и Египат у лето 1931. Осим ње, Јелена Ј. Димитријевић је објавила дело Писмо из Мисира, а и Јован Дучић је написао Писмо из Египта о својим путовањима по овој земљи.